# Neftçala (raion)
Pour les articles homonymes, voir Neftçala.
Neftçala est l'une des 78 subdivisions de l'Azerbaïdjan. Sa capitale se nomme Neftçala. Elle a été établie en 1940. Neftçala signifie en azerbaïdjanais une flaque (çala) de pétrole (neft). 

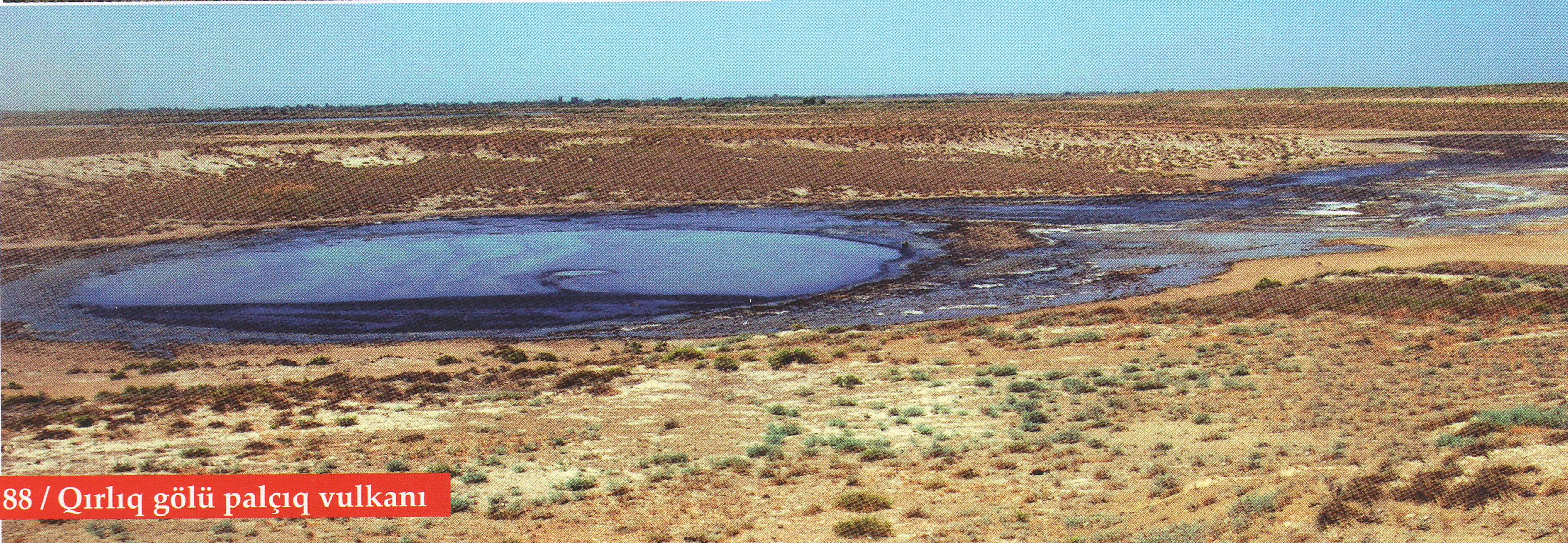
Volcan de boue à Neftchala